# مایک ابیت
مایک ابیت (انگلیسی: Mike Boit; ۶ january ۱۹۴۹ (۷۶ سال) – ) دونده دو نیمه‌استقامت، ورزشکار دو و میدانی، و استاد دانشگاه اهل کنیا بود.
وی در مسابقات کشوری و بین‌المللی در مجموع برندهٔ ۲ مدال طلا، ۲ مدال نقره، ۲ مدال برنز شده‌است.